# CA Colón
Club Atlético Colón je argentinský fotbalový klub sídlící v Santa Fe založený roku 1905. Většinou je zmiňován jako Colón de Santa Fe. Klubové barvy jsou černá a červená. V sezóně 2016 je účastníkem nejvyšší argentinské soutěže Primera División.

## Historie
Klub byl založen 5. května 1905 jako „Colón Foot-ball Club“ skupinou přátel zblázněných do fotbalu. Byl pojmenován po Kryštofu Kolumbovi (Cristóbal Colón), jehož životopis jeden z hráčů právě studoval.
V roce 1965 Colon vyhrál Primera B a postoupil výše.

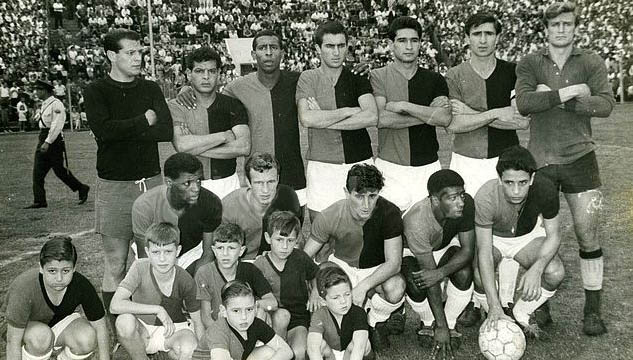
Mužstvo, které v roce 1965 vyhrálo Primera B a postoupilo do nejvyšší soutěže

První zápas v Primera odehrál proti Chacarita Juniors 6. května 1966. V první sezóně v nejvyšší soutěži skončil na šestnáctém místě, ale v následujícím roce došlo k reorganizaci a hrály se dvě mistrovské soutěže v každé sezóně: Metropolitano a Nacional. Do druhé z nich se kvalifikovaly jen lépe umístěné týmy první z nich. Colón se probojoval do mistrovské Nacional až v roce 1968, tehdy skončil dokonce šestý.
V roce 1972 Colón skončil na druhém místě ve své skupině.
V roce 1975 si mužstvo vedlo celkem dobře v soutěži Metropolitano a skončilo šesté. O dva roky později si vedlo ještě lépe a skončilo páté, avšak v Nacional neuspělo. V roce 1978 se Colón dostal do vyřazovací fáze Nacional, ale vypadl ve čtvrtfinále s Independiente.
Colón sestoupil z Metropolitano v roce 1981, když vyhrál pouhých šest zápasů. Čtrnáct let trvalo, než se dokázal vrátit do nejvyšší soutěže (uspěl až v sezóně 1995–96). V mezičase byl několikrát blízko postupu, v sezóně 1988–89 jej vyřadil v play-off městský rival Union celkovým skóre 3–0 a v sezóně 1992–93 Colón prohrál v play-off s Banfieldem a pak nedokázal postoupit ani z opravné fáze.
Po několika umístěních ve středu tabulky skončil Colón v sezóně 1996-97 na druhém místě v Torneo Clausura 1997, což je nejlepší umístění v celé historii klubu. Protože River Plate vyhrál v této sezóně oba tituly, rozhodovalo se v play-off mezi oběma semifinalisty. V prosinci 1997 Colón porazil Independiente 1–0 a kvalifikoval se do Poháru osvoboditelů 1998.

## Stadión
Domácí zápasy hraje na Estadio Brigadier General Estanislao López, který pojme 47 000 diváků. Byl otevřen v roce 1946 a v roce 2002 modernizován.

## Hráči
Aktuální k datu: 30. 8. 2017

Pozn.: Vlajky znamenají příslušnost k národnímu týmu, jak ji definují pravidla FIFA. Obecně mohou hráči mít i více občanství souběžně.
| Číslo |           | Pozice | Hráč               |
| ----- | --------- | ------ | ------------------ |
| 2     | Argentina | O      | Osvaldo Barsottini |
| 3     | Argentina | O      | Clemente Rodríguez |
| 4     | Argentina | O      | Lucas Ceballos     |
| 6     | Argentina | O      | Emanuel Olivera    |
| 9     | Argentina | Ú      | Nicolás Leguizamón |
| 12    | Uruguay   | Ú      | Diego Vera         |
| 14    | Argentina | Z      | Adrián Bastía      |
| 15    | Argentina | Ú      | Nicolás Silva      |
| 23    | Argentina | Z      | Christian Bernardi |
| 27    | Argentina | Z      | Pablo Ledesma      |
| 28    | Argentina | B      | Joaquín Aylagas    |
| 30    | Argentina | O      | Germán Conti       |
| 32    | Argentina | O      | Tomás Sandoval     |

| Číslo |           | Pozice | Hráč                                                      |
| ----- | --------- | ------ | --------------------------------------------------------- |
| 33    | Argentina | O      | Facundo Garcés                                            |
| 34    | Argentina | O      | Osvaldo Arroyo                                            |
|       | Argentina | Z      | Cristian Guanca                                           |
|       | Argentina | Z      | Diego Morales                                             |
|       | Argentina | Ú      | Facundo Callejo                                           |
|       | Argentina | B      | Gonzalo Marinelli                                         |
|       | Argentina | O      | Gustavo Toledo (na hostování z Independiente)             |
|       | Argentina | B      | Ignacio Chicco                                            |
|       | Argentina | Z      | Jonathan Galván                                           |
|       | Argentina | Z      | Leonardo Heredia (na hostování z Almirante Brown)         |
|       | Paraguay  | Z      | Marcelo Estigarribia (na hostování z Deportivo Maldonado) |
|       | Argentina | Z      | Matías Fritzler                                           |
|       | Argentina | Ú      | Mauro Marconato                                           |